# Just Dance 4
Pour les articles homonymes, voir Just Dance.
Just Dance 4 est un jeu de danse, sorti le 2 octobre 2012.

## Jeu
Le gameplay reste semblable à celui des autres jeux de la série Just Dance : le joueur doit imiter les mouvements d'un coach sur l'écran. Sur Wii, PS3 et WiiU, c'est le bras droit qui est jugé, tandis que sur Xbox 360 tout le corps est pris en compte. Les joueurs peuvent faire un solo, des duos, ou des quatuors. Au fil du jeu, ils débloquent des bonus selon le nombre de points gagnés en fonction de leur performance. Les cadeaux peuvent être nombreux : nouveaux avatars, chorégraphies en plus (mash-up, chorégraphies alternatives) et des « Dance battle », où les coach de deux chansons s'affrontent en danse (par exemple : Moves Like Jagger contre Never Gonna Give You Up). Enfin, le jeu propose comme toujours l'option « Just Sweat », spécialement conçue pour faire du sport et perdre des calories, ainsi qu'une boutique.
La playlist est également très variée, comprenant des hits actuels comme Call Me Maybe de Carly Rae Jepsen, et des classiques comme You're The First, The Last, My Everything de Barry White. Les possesseurs de la version WiiU du jeu ont également accès à un nouveau mode de jeu (« Puppet Master »), ainsi qu'à trois titres bonus : Want U Back de Cher Lloyd et Ain't No Other Man de Christina Aguilera. La chanson Umbrella de Rihanna est disponible sur toutes les versions du jeu, sauf sur Wii (seule l'édition spéciale du jeu Wii comporte Umbrella). Les versions européennes disposent également de deux titres exclusifs : Cercavo amore (it) par Emma Marrone et Diggin' in the Dirt (en) de Stefanie Heinzmann.

## Liste des titres

### Mode Classique
En Europe, tous les jeux possèdent 44 chansons de base (sauf la Wii sans édition spéciale qui n'en a que 43). La Wii U possède 3 chorégraphies de plus (47 au total).
Pour la première fois dans la série, le joueur peut voir la difficulté de chaque chanson (noté de 1 à 3 étoiles).
Dans le jeu, chaque chorégraphie a 6 « Dance Quests », c'est-à-dire 6 défis à relever (obtenir un certain nombre de points, réussir un mouvement lorsque le titre est prononcé, réussir les mouvements d'or, obtenir un certain style de danse, etc.) qui lui permettent en cas de succès de gagner des points d'expérience supplémentaires ou tout simplement de finir le jeu à 100 %.
| Chanson                                             | Artiste                                                        | Difficulté | Années | Modes   | Danseur(s) |
| --------------------------------------------------- | -------------------------------------------------------------- | ---------- | ------ | ------- | ---------- |
| Ain't No Other Man (W)                              | Christina Aguilera                                             | 2          | 2006   | Solo    | F          |
| Asereje (The Ketchup Song)                          | Las Ketchup                                                    | 1          | 2002   | Duo     | F/F        |
| Beware Beware of the Boys (Mundian To Bach Ke) (en) | Panjabi MC                                                     | 2          | 1998   | Quatuor | F/F/F/F    |
| Beauty and a Beat                                   | Justin Bieber (feat. Nicki Minaj)                              | 3          | 2012   | Solo    | H          |
| Call Me Maybe                                       | Carly Rae Jepsen                                               | 1          | 2012   | Solo    | F          |
| Can't Take My Eyes Off You                          | Boys Town Gang                                                 | 1          | 1982   | Duo     | F/F        |
| Cercavo Amore (P)                                   | Emma                                                           | 3          | 2012   | Solo    | F          |
| Crazy Little Thing                                  | Anja                                                           | 3          | 2012   | Solo    | F          |
| Crucified                                           | Army of Lovers                                                 | 3          | 1991   | Quatuor | F/H/F/H    |
| Diggin' in the Dirt (P)                             | Stefanie Heinzmann                                             | 2          | 2012   | Solo    | F          |
| Disturbia                                           | Rihanna                                                        | 3          | 2008   | Solo    | F          |
| Domino (W)                                          | Jessie J                                                       | 1          | 2011   | Solo    | F          |
| Everybody Needs Somebody to Love*                   | Solomon Burke                                                  | 2          | 1964   | Duo     | H/H        |
| Good Feeling                                        | Flo Rida                                                       | 2          | 2011   | Solo    | H          |
| Good Girl (N)                                       | Carrie Underwood                                               | 1          | 2012   | Solo    | F          |
| Hit 'Em Up Style (Oops!)                            | Blu Cantrell                                                   | 1          | 2001   | Solo    | F          |
| Hot For Me                                          | A.K.A                                                          | 2          | 2012   | Solo    | F          |
| I Like It                                           | The Blackout All-Stars                                         | 3          | 1994   | Duo     | F/H        |
| Istanbul                                            | They Might Be Giants                                           | 1          | 1990   | Quatuor | H/F/H/H    |
| Jailhouse Rock                                      | Elvis Presley                                                  | 1          | 1957   | Quatuor | H/F/H/F    |
| Livin' La Vida Loca                                 | Ricky Martin                                                   | 3          | 1999   | Solo    | H          |
| Love You Like a Love Song                           | Selena Gomez and the Scene                                     | 1          | 2011   | Solo    | F          |
| Make The Party (Don't Stop) (EN)                    | Bunny Beatz                                                    | 2          | 2012   | Solo    | H          |
| Maneater                                            | Nelly Furtado                                                  | 2          | 2006   | Solo    | F          |
| Mas que nada                                        | Sergio Mendes                                                  | 1          | 2006   | Solo    | F          |
| Moves Like Jagger                                   | Maroon 5 (feat. Christina Aguilera)                            | 2          | 2011   | Solo    | H          |
| Mr. Saxobeat                                        | Alexandra Stan                                                 | 1          | 2011   | Solo    | F          |
| Never Gonna Give You Up                             | Rick Astley                                                    | 1          | 1987   | Solo    | H          |
| Oh No!                                              | Marina & the Diamonds                                          | 3          | 2010   | Solo    | F          |
| On the Floor                                        | Jennifer Lopez (feat. Pitbull)                                 | 1          | 2011   | Solo    | F          |
| Oops!... I Did It Again*                            | Britney Spears (The Girly Team)                                | 2          | 2000   | Quatuor | F/F/F/F    |
| Rock N' Roll (Will Take You To The Mountain)        | Skrillex                                                       | 2          | 2010   | Solo    | H          |
| Rock Lobster                                        | The B-52's                                                     | 2          | 1979   | Duo     | F/H        |
| Run the Show                                        | Kat DeLuna (feat. Busta Rhymes)                                | 3          | 2008   | Duo     | F/F        |
| So Good (BS)                                        | B.o.B                                                          | 2          | 2012   | Solo    | H          |
| So What                                             | P!nk                                                           | 1          | 2008   | Solo    | F          |
| Some Catchin' Up To Do                              | Sammy                                                          | 1          | 2012   | Solo    | F          |
| Super Bass                                          | Nicki Minaj                                                    | 3          | 2011   | Solo    | F          |
| Superstition                                        | Stevie Wonder                                                  | 1          | 1972   | Solo    | H          |
| The Final Countdown                                 | Europe                                                         | 3          | 1986   | Duo     | H/H        |
| (I've Had) The Time of My Life                      | Bill Medley & Jennifer Warnes                                  | 3          | 1987   | Duo     | H/F        |
| Time Warp*                                          | Richard O'Brien, Patricia Quinn, Nell Campbell, & Charles Gray | 3          | 1973   | Quatuor | H/F/F/H    |
| Tribal Dance                                        | 2 Unlimited                                                    | 3          | 1993   | Duo     | F/H        |
| Umbrella (EP)                                       | Rihanna (feat. Jay-Z)                                          | 1          | 2007   | Solo    | F          |
| Want U Back (W)                                     | Cher Lloyd (feat. Astro Man)                                   | 1          | 2012   | Solo    | F          |
| We No Speak Americano*                              | Yolanda Be Cool & DCUP                                         | 2          | 2010   | Solo    | H          |
| What Makes You Beautiful                            | One Direction                                                  | 1          | 2011   | Quatuor | H/H/H/H    |
| Wild Wild West                                      | Will Smith                                                     | 3          | 1999   | Quatuor | G F/H/F/H  |
| You're the First, the Last, My Everything           | Barry White                                                    | 1          | 1974   | Quatuor | H/H/H/H    |

- Le (*) indique que la chanson est une reprise, pas l'original.
- Le (W) indique que la chanson est en exclusivité sur la Wii U.
- Le (P) indique que la chanson n'est disponible qu'en Europe.
- Le (N) indique que la chanson n'est disponible qu'en Amérique du Nord.
- Le (EP) indique qu'en Europe, la chanson n'est disponible que sur Wii (en édition spéciale), Wii U, XBox360 et Playstation Move.
- Le (EN) indique qu'en Amérique du Nord, la chanson n'est disponible que sur Wii (en édition spéciale), Wii U, XBox360 et PS3.
- (BS) indique que la chanson a été enlevée pour des raisons inconnues.

N.B. : certaines chansons supplémentaires et chansons non-disponibles en Europe sont téléchargeables dans la boutique.

### Mode Battles
| Chansons                                                             | Artistes                                               | Difficulté |
| -------------------------------------------------------------------- | ------------------------------------------------------ | ---------- |
| Beauty and a Beat VS. Call Me Maybe                                  | Justin Bieber (feat. Nicki Minaj) VS. Carly Rae Jepsen | 1          |
| Rock N' Roll (Will Take You To The Mountain) VS. Livin' La Vida Loca | Skrillex VS. Ricky Martin                              | 1          |
| Moves Like Jagger VS. Never Gonna Give You Up                        | Maroon 5 (feat. Christina Aguilera) VS. Rick Astley    | 2          |
| Tribal Dance VS. Rock Lobster                                        | 2 Unlimited VS. The B-52's                             | 2          |
| Super Bass VS. Love You Like a Love Song                             | Nicki Minaj VS. Selena Gomez and the Scene             | 3          |

#### Dances Mashup
Le (PW) indique que le Mash-Up n'est disponible que sur PS3 et Wii U.
Le (W) indique que le Mash-Up n'est disponible que sur la Wii U.
| Chansons                                     | Artistes                            | Difficultés | Années |
| -------------------------------------------- | ----------------------------------- | ----------- | ------ |
| (I've Had) The Time of My Life (PW)          | Bill Medley & Jennifer Warnes       | 1           | 1987   |
| Ain't No Other Man (W)                       | Christina Aguilera                  | 2           | 2006   |
| Aserejé (The Ketchup Song) (W)               | Las Ketchup                         | 2           | 2002   |
| Beauty and a Beat                            | Justin Bieber (feat. Nicki Minaj)   | 2           | 2012   |
| Beware of the Boys (Mundian To Bach Ke)      | Panjabi MC                          | 2           | 1998   |
| Call Me Maybe                                | Carly Rae Jepsen                    | 1           | 2012   |
| Can't Take My Eyes Off You                   | Boys Town Gang                      | 1           | 1982   |
| Crucified (PW)                               | Army of Lovers                      | 1           | 1991   |
| Disturbia                                    | Rihanna                             | 3           | 2008   |
| Good Feeling                                 | Flo Rida                            | 1           | 2011   |
| Hit 'Em Up Style (Oops!) (W)                 | Blu Cantrell                        | 1           | 2001   |
| I Like It Like That (W)                      | The Blackout All-Stars (en)         | 2           | 1994   |
| Jailhouse Rock (PW)                          | Elvis Presley                       | 3           | 1957   |
| Livin' la vida loca (PW)                     | Ricky Martin                        | 3           | 1999   |
| Love You Like a Love Song (PW)               | Selena Gomez and the Scene          | 1           | 2011   |
| Maneater (PW)                                | Nelly Furtado                       | 2           | 2006   |
| Mas que nada (PW)                            | Sérgio Mendes                       | 1           | 2006   |
| Moves like Jagger                            | Maroon 5 (feat. Christina Aguilera) | 1           | 2011   |
| Mr. Saxobeat (W)                             | Alexandra Stan                      | 1           | 2011   |
| Never Gonna Give You Up (W)                  | Rick Astley                         | 2           | 1987   |
| Oh No!                                       | Marina & the Diamonds               | 2           | 2010   |
| Oops!... I Did It Again                      | The girly Team                      | 2           | 2000   |
| Rock N' Roll (Will Take To You The Mountain) | Skrillex                            | 2           | 2010   |
| Rock Lobster                                 | The B-52's                          | 3           | 1978   |
| Run the Show (PW)                            | Kat DeLuna (feat. Busta Rhymes)     | 2           | 2008   |
| So What (PW)                                 | P!nk                                | 2           | 2008   |
| Super Bass (PW)                              | Nicki Minaj                         | 2           | 2011   |
| The Final Countdown (W)                      | Europe                              | 3           | 1986   |
| Tribal Dance (PW)                            | 2 Unlimited                         | 3           | 1993   |
| We No Speak Americano (W)                    | Hit The Electro Beat                | 1           | 2010   |
| What Makes You Beautiful                     | One Direction                       | 2           | 2011   |
| Wild Wild West (PW)                          | Will Smith                          | 1           | 1999   |
| You're the First, the Last, My Everything    | Barry White                         | 3           | 1974   |

#### Chorégraphies bonus
| Chansons                                              | Artistes                        | Difficultés | Années | Modes             | Danseur(s) | Notes                                       |
| ----------------------------------------------------- | ------------------------------- | ----------- | ------ | ----------------- | ---------- | ------------------------------------------- |
| Call Me Maybe (Chorégraphie alternative)              | Carly Rae Jepsen                | 3           | 2011   | Solo              | ♀          | Danseuse porte blouson                      |
| Can't Take My Eyes Off You (Chorégraphie alternative) | Boys Town Gang                  | 3           | 1982   | Solo              | ♂          | Dansé par coach violet de "Final Countdown" |
| Everybody Needs Somebody to Love (Main dans la main)  | The Blues Brothers              | 1           | 1980   | Main dans la Main | ♂/♀/♂/♀/♂  | Seulement sur Wii, PS3 et Wii U             |
| Good Feeling (Version Extrême)                        | Flo Rida                        | 4           | 2011   | Solo              | ♂          | Difficulté extrême                          |
| Jailhouse Rock (Line Dance)                           | Elvis Presley                   | 3           | 1957   | Line Dance        | ♀/♂/♀      | Seulement sur XBox360, Wii U et PS3         |
| Run the Show (Version Extrême)                        | Kat DeLuna (feat. Busta Rhymes) | 4           | 2008   | Solo              | ♀          | 1 seule coach - Difficulté extrême          |
| Tribal Dance (Chorégraphie alternative)               | 2 Unlimited                     | 1           | 1993   | Solo              | ♂          | 1 seul coach - Danse avec un Katana         |
| Umbrella (Chorégraphie alternative)                   | Rihanna (feat. Jay.Z)           | 2           | 2007   | Solo              | ♀          | Danse avec un parapluie                     |
| What Makes You Beautiful (Version Extrême)            | One Direction                   | 4           | 2011   | Solo              | ♀          | Coach différente - Difficulté Extrême       |
| Wild Wild West (Version Extrême)                      | Will Smith                      | 4           | 1999   | Solo              | ♂          | Difficulté Extrême                          |

### Contenu téléchargeable
| Chansons                        | Artistes                           | Difficultés | Années | Modes | Danseur(s) | Date de sortie   | Date de retrait                           |
| ------------------------------- | ---------------------------------- | ----------- | ------ | ----- | ---------- | ---------------- | ----------------------------------------- |
| Part of Me                      | Katy Perry                         | 4           | 2012   | Solo  | ♀          | 18 octobre 2012  | Divers (fermeture des boutiques en ligne) |
| Gangnam Style                   | Psy                                | 3           | 2012   | Duo   | ♂/♀        | 21 novembre 2012 | Divers (fermeture des boutiques en ligne) |
| Funhouse                        | P!nk                               | 3           | 2009   | Solo  | ♀          | 21 novembre 2012 | Divers (fermeture des boutiques en ligne) |
| Dagomba (**)                    | Sorcerer                           | 2           | 2010   | Solo  | ♂          | 20 novembre 2012 | Divers (fermeture des boutiques en ligne) |
| You Make Me Feel                | Cobra Starship (feat. Sabi)        | 2           | 2011   | Solo  | ♀          | 21 novembre 2012 | Divers (fermeture des boutiques en ligne) |
| One Thing                       | One Direction                      | 1           | 2011   | Duo   | ♀/♂        | 11 décembre 2012 | Divers (fermeture des boutiques en ligne) |
| Want U Back (WD)                | Cher Lloyd (Feat. Astro)           | 1           | 2012   | Solo  | ♀          | 11 décembre 2012 | Divers (fermeture des boutiques en ligne) |
| Make The Party (Don't Stop) (N) | Bunny Beatz                        | 2           | 2012   | Solo  | ♂          | 11 décembre 2012 | Divers (fermeture des boutiques en ligne) |
| Hit the Lights                  | Selena Gomez and the Scene         | 2           | 2011   | Solo  | ♀          | 11 décembre 2012 | Divers (fermeture des boutiques en ligne) |
| Good Girl (P)                   | Carrie Underwood                   | 1           | 2012   | Solo  | ♀          | 11 décembre 2012 | Divers (fermeture des boutiques en ligne) |
| Heavy Cross                     | Gossip                             | 2           | 2009   | Solo  | ♀          | 11 décembre 2012 | Divers (fermeture des boutiques en ligne) |
| So Glamorous                    | The Girly Team                     | 2           | 2012   | Solo  | ♀          | 11 décembre 2012 | Divers (fermeture des boutiques en ligne) |
| We R Who We R                   | Ke$ha                              | 2           | 2010   | Solo  | ♀          | 22 janvier 2013  | Divers (fermeture des boutiques en ligne) |
| Oath                            | Cher Lloyd (Feat. Becky G)         | 2           | 2012   | Duo   | ♀/♀        | 22 janvier 2013  | Divers (fermeture des boutiques en ligne) |
| Boom (***)                      | Reggaeton Storm                    | 2           | 1999   | Solo  | ♀          | 22 janvier 2013  | Divers (fermeture des boutiques en ligne) |
| The Lazy Song                   | Bruno Mars                         | 1           | 2011   | Solo  | ♂          | 5 mars 2013      | Divers (fermeture des boutiques en ligne) |
| Gold Dust                       | DJ Fresh                           | 2           | 2010   | Solo  | ♂          | 5 mars 2013      | Divers (fermeture des boutiques en ligne) |
| Professor Pumplestickle (**)    | Nick Phoenix & Thomas J. Bergersen | 3           | 2006   | Duo   | ♂/♀        | 5 mars 2013      | Divers (fermeture des boutiques en ligne) |
| Die Young                       | Ke$ha                              | 3           | 2012   | Duo   | ♀/♀        | 2 avril 2013     | Divers (fermeture des boutiques en ligne) |
| Primadonna                      | Marina & the Diamonds              | 2           | 2012   | Solo  | ♀          | 2 avril 2013     | Divers (fermeture des boutiques en ligne) |
| Baby Girl (**)                  | Reggaeton                          | 2           | 2009   | Solo  | ♂          | 2 avril 2013     | Divers (fermeture des boutiques en ligne) |

- Le (**) indique que la chanson est déjà présente sur Just Dance 2 et Just Dance: Greatest Hits et est disponible en téléchargement sur Just Dance 3.
- Le (***) indique que la chanson est déjà présente sur Just Dance 3.
- Le (P) indique que la chanson est déjà présente sur l'édition Just Dance 4 des États-Unis.
- Le (WD) indique que la chanson est déjà présente sur l'édition Wii U.
- Le (N) indique que la chanson est déjà présente sur Wii (édition spéciale), X-Box 360 Kinect et PS Move aux États-Unis.

#### Puppet master mode
| Titre                                       | Artiste                             |
| ------------------------------------------- | ----------------------------------- |
| Good Feeling                                | Flo Rida                            |
| Disturbia                                   | Rihanna                             |
| Call Me Maybe                               | Carly Rae Jepsen                    |
| Maneater                                    | Nelly Furtado                       |
| Beauty And A Beat                           | Justin Bieber Ft Nicki Minaj        |
| Rock N Roll (Will Take You To The Mountain) | Skrillex                            |
| Oh No!                                      | Marina And The Diamonds             |
| What Makes You Beautiful                    | One Direction                       |
| Love You Like A Love Song                   | Selena Gomez and The Scene          |
| Super Bass                                  | Nicki Minaj                         |
| Ain't No Other Man                          | Christina Aguilera (The Girly Team) |

## Accueil
- Jeuxvideo.com : 16/20[1]